# Manfred Stadlin
Manfred Stadlin (* 8. September 1906 in Zug; † 16. November 1994 in Zug; heimatberechtigt in Zug) war ein Schweizer Politiker (FDP), Publizist und Richter.

## Leben
Manfred Stadlin stammte aus einer freisinnigen Familie. Sein Grossvater war Silvan Stadlin, FDP-Kantonsrat und Stadtpräsident von Zug. Sein Vater, der Oberrichter Ernst Stadlin, war ebenfalls Mitglied der FDP.
Stadlin besuchte von 1922 bis 1927 die Kantonsschule Zug und studierte anschliessend Rechtswissenschaften in Zürich, wo er 1933 auch promovierte. Beruflich war er von 1936 bis 1965 Redaktor des freisinnigen Zuger Volksblatts. Er war zudem von 1951 bis 1976 Richter am Zuger Obergericht und von 1973 bis 1976 auch dessen Präsident.

## Politische Laufbahn
Stadlin startete seine Laufbahn in der Politik bei den Jungliberalen. Am 25. November 1934 wurde er für die FDP in den Kantonsrat gewählt, dem er für zwei volle Legislaturperioden von 1935 bis 1942 angehörte. 1942 verpasste er die Wiederwahl, konnte ab im Mai 1944 nachrücken. Am 30. Dezember 1948 wurde er für die Amtszeit 1949–1950 zum Kantonsratspräsidenten gewählt. Er blieb bis 1954 im Rat, als er erneut nicht wiedergewählt wurde.
Bei den Nationalratswahlen 1947 konnte er für die FDP den vier Jahre zuvor an die SP verlorenen Sitz zurückerobern. Dem Nationalrat gehörte er 20 Jahre an. Bei den Wahlen 1967 trat er nicht mehr an; sein Nachfolger wurde sein Parteikollege Andreas C. Brunner.
Von 1935 bis 1940 war Stadlin zudem Sekretär und 1942 bis 1959 Präsident der FDP Zug. In der FDP Schweiz wirkte er zehn Jahre als Vizepräsident.
Stadlin stand der freisinnigen Arbeiterbewegung nahe und baute die Zuger Sektion des Landesverbands freier Schweizer Arbeitnehmer (LFSA) auf.
Aufgrund seines politischen Wirkens wird Stadlin als «antietatistischer Liberaler» bezeichnet.  Er galt als Gegner von jeglicher Form von Diktatur und Totalitarismus, insbesondere der faschistischen und kommunistischen, und «Verfechter der freien Marktwirtschaft», dem aber gerade wegen seines Engagements für den freisinnigen Flügel der Arbeiterbewegung ein «ausgeprägtes soziales Verantwortungsbewusstsein» attestiert wurde. Als Publizist wird er als «scharfzüngig» und «umstritten» beschrieben.